# (5293) Bentengahama
(5293) Bentengahama (1991 BQ2) – planetoida z grupy pasa głównego asteroid okrążająca Słońce w ciągu 4,36 lat w średniej odległości 2,67 j.a. Odkryta 23 stycznia 1991 roku.